# MT3
MT3 (англ. Metallothionein 3) – білок, який кодується однойменним геном, розташованим у людей на короткому плечі 16-ї хромосоми. Довжина поліпептидного ланцюга білка становить 68 амінокислот, а молекулярна маса — 6 927.
| 10         |  | 20         |  | 30         |  | 40         |  | 50         |
| ---------- |  | ---------- |  | ---------- |  | ---------- |  | ---------- |
| MDPETCPCPS |  | GGSCTCADSC |  | KCEGCKCTSC |  | KKSCCSCCPA |  | ECEKCAKDCV |
| CKGGEAAEAE |  | AEKCSCCQ   |  |            |  |            |  |            |

A: Аланін

C: Цистеїн

D: Аспарагінова кислота

E: Глутамінова кислота

G: Гліцин

K: Лізин

M: Метіонін

P: Пролін

Q: Глутамін

S: Серин

T: Треонін

Кодований геном білок за функцією належить до фосфопротеїнів. 
Задіяний у такому біологічному процесі, як ацетилювання. 
Білок має сайт для зв'язування з іоном міді, іонами металів, іоном цинку. 